# 帖木儿不花 (答答里带人)
帖木儿不花（?—?），元朝将领，蒙古族人，答答里带人。其父帖赤，其兄帖木脱斡。
中统初年帖木儿不花入备宿卫。至元七年（1270年）从攻襄阳，在灌子滩大胜南宋将领范文虎，以功擢益都新军万户。后从丞相伯颜渡长江，在阳罗堡（今湖北省武汉市附近）大败宋将夏贵。沿江东下，取建康府（今江苏省南京市）、平江府（今江苏省苏州市）、临安府（今浙江省杭州市）等地，又入福建、广东等郡县。至元十六年（1279年）追宋将张世杰于香山岛，张世杰死後，其众数千人投降帖木儿不花。后累官至四川行中书省平章政事、中书左丞，都元帅等职。

## 延伸阅读
[在维基数据编辑]
 《元史/卷132》，出自宋濂《元史》
 《新元史/卷154》，出自柯劭忞《新元史》